# Mjesto Primišlje
Mjesto Primišlje is een plaats in de gemeente Slunj in de Kroatische provincie Karlovac. De plaats telt 9 inwoners (2001).